# Městys Blížkovice
Městys Blížkovice (německy Lispitz-Markt) je vesnice, jedna ze dvou základních sídelních jednotek a zároveň katastrálních území městyse Blížkovice v okrese Znojmo. Její katastrální území má rozlohu 6,61 km².
První písemná zmínka o městečku je z roku 1349, kdy je zároveň zmiňována i sousední Ves Blížkovice. Obě sídla, ač stejně pojmenovaná a ležící těsně vedle sebe, byla po většinu své historie samostatná. Roku 1910 byla sloučena v jednu obec, tento stav ale trval pouhý rok. K definitivnímu sloučení Městyse Blížkovice a Vsi Blížkovice došlo v roce 1919, nová obec získala jméno Blížkovice.
Bývalé městečko tvoří tvoří severovýchodní část obce s náměstím, kostelem svatého Bartoloměje a zástavbou směrem k železniční zastávce.